# Brent de l'Art
Precisamente il torrente Ardo nasce dalla confluenza tra il torrente Brenta e il torrente Boion 
I Brent de l'Art sono un sistema di forre situato in comune di Borgo Valbelluna, in provincia di Belluno, nei pressi della frazione Sant'Antonio Tortal.
Nel dialetto veneto locale brent indica dei torrenti incassati in valli profonde, che si ingrossano rapidamente durante le piogge (da cui il termine brentana "piena"). Art è l'Ardo, l'affluente sinistro del fiume Piave lungo il quale si trova la località.
Il torrente Ardo è talora impropriamente chiamato dagli abitanti locali Brenta.